# Ana Odete Santos Vieira
Ana Odete Santos Vieira (1958) es una bióloga, taxónoma, botánica, geobotánica, curadora, y profesora brasileña.

## Biografía
En 1974, obtuvo la licenciatura en ciencias biológicas por la Facultad de Humanidades del Colegio Pedro II Archivado el 22 de octubre de 2018 en Wayback Machine.; un máster en botánica supervisado por el Dr. George John Shepherd (1949), defendiendo la tesis "Estudos taxonômicos das espécies de Lobelia L. (Campanulaceae Juss.) que ocorrem no Brasil", por la Universidad Estatal de Campinas (1988) y el doctorado en biología vegetal, por la misma casa de altos estudios (2002).
Es investigadora titular y, desde 2001, profesora en la Universidade Estadual de Londrina, con experiencia profesional en la investigación y la docencia en las áreas de botánica: morfología y sistemática de dicotiledóneas.
Es autora en la identificación y nombramiento de nuevas especies para la ciencia, a abril de 2015, de una nueva especies, especialmente de la familia Campanulaceae, y en especial del género Lobelia (véase más abajo el vínculo a IPNI).

## Algunas publicaciones
- FERREIRA JUNIOR, M.; VIEIRA, ANA O. S. 2014. Florística e estrutura do estrato arbório de dois fragmentos florestais na porção média da bacia do rio Tibagi, Paraná. Pesquisas. Botânica 65: 149-168

- ROSSETO, E. F. S.; VIEIRA, ANA O. S. 2013. Vascular Flora of the Mata dos Godoy State Park, Londrina, Paraná, Brazil. Check List (São Paulo, en línea) 9 (5): 1020

- VIEIRA, ANA O. S. 2013. Jardim do Museu Histórico de Londrina. Boletim Museu Histórico de Londrina 9: 7-9

- CARNEIRO, J. S.; VIEIRA, ANA O. S. 2012. Trepadeiras: florística da Estação Ecológica do Caiuá e chave de identificação vegetativa para espécies do Norte do Estado do Paraná. Acta Scientiarum. Biological Sciences (impreso) 34: 217-223

- VIEIRA, ANA O. S. 2011. Checklist of Spermatophyta of the São Paulo State, Brazil: Onagraceae. Biota Neotropica (edición en portugués, impreso) 11 (1a): 315

- VIEIRA, ANA A. O. S. 2011. Checklist of Spermatophyta of the São Paulo State, Brazil: Campanulaceae. Biota Neotropica (edición en portugués, impreso) 11 (1a): 241-242

- ESTEVAN, D. A.; FARIA, R. T.; VIEIRA, ANA O. S.; MOTA, T. D.; TAKAHASHI, L. S. A. 2010. Germinação de sementes de duas bromélias em diferentes substratos. Científica (Jaboticabal, en línea) 38: 7-13

- RUAS, E. A.; CONSON, A. R. O.; COSTA, B. F.; DAMASCENO, J.O.; RODRIGUES, L. A.; RECK, M.; VIEIRA, ANA O. S.; RUAS, P. M.; RUAS, C. F. 2009. Isolation and characterization of ten microsatellite loci for the tree species Luehea divaricata Mart. (Malvaceae) and intergeneric transferability. Conservation Genetics Resources (impreso) 1: 245-248

- COTARELLI, V.C.; VIEIRA, A. O. S. 2009. Herbivoria floral em Chamaecrista trachycarpa (Vogel) H.S.Irwin & Barneby, em uma área de campo natural (Telêmaco Borba, PR, Brasil). Semina. Ciências Biológicas e da Saúde (impreso, cesó en 2001) 30: 91-98

- COTARELLI, V.C.; VIEIR, ANA A. O. S. 2008. Florística do Parque Municipal Arthur Thomas, Londrina, Paraná, Brasil. Acta Biologica Paranaense 37: 123-146

- MELIS, J. V.; VIEIRA, ANA O. S. 2007. O conhecimento de plantas medicinais em uma comunidade rural de Londrina, Paraná. Revista Brasileira de Biociências1: 411-413

- VIANI, R. A. G.; VIEIRA, A. O. S. 2007. Flora arbórea da bacia do rio Tibagi (Paraná, Brasil): Celastrales sensu Cronquist. Acta Botanica Brasilica 21: 457-472

- TRABAQUINI, K.; MIGLIORANZA, E.; FRANCA, V.; VIEIRA, ANA O. S. 2007. Análise espacial de fragmentos florestais com ocorrência de jaracatiá no Norte do Paraná. Ra'e ga (UFPR) 14: 193-203

- FREGONEZI, J. N.; TOREZAN, J. M.; VIEIRA, ANA O. S.; VANZELA, A. L. L. 2006. Karyotype differentiation of four Cestrum species (Solanaceae) based in the physical mapping of repetitive DNA. Genetics and Molecular Biology, Ribeirão Preto - SP 29 (1): 97-104

- RUAS, P. M.; VANZELA, A. L. L.; VIEIRA, ANA O. S.; BERNINI, C.; RUAS, C. F. 2001. Karyotype studies in Brazilian species of Lobelia L. subgenus Tupa (Campanulaceae). Revista Brasileira de Botânica, São Paulo 24 (3): 249-254

- VANZELA, A. L. L.; CUADRADO, A.; VIEIRA, ANA O. S.; JOUVE, N. 1999. Genome characterization and relationship between two species of the genus Lobelia. Plant Systematics and Evolution 214: 211-218

- VIEIRA, ANA O. S.; SHEPHERD, G. J. 1998. A new species of Lobelia (Campanulaceae) from Brazil. Novon (Saint Louis) 8 (4): 457-460

- VIEIRA, ANA O. S.; NAKAJIMA, J. N.; PIMENTA, J. A.; LOBO, P. C. 1998. Composição florística e fitossociologia do componente arbóreo das florestas ciliares do rio Iapó, na bacia do rio Tibagi, Tibagi, PR. Revista Brasileira de Botânica, São Paulo 21 (2): 183-195

### Libros
- KAEHLER, M.; GOLDENBERG, R.; EVANGELISTA, P. H. L.; RIBAS, O. S.; VIEIRA, ANA O. S.; HATSCHBACH, G. G. (orgs.) 2014. Plantas Vasculares do Paraná. 1ª ed. Curitiba: Universidade Federal do Paraná, v. 1. 190 pp. resumen en línea

- LIMA, A. M. S.; VIEIRA, ANA O. S.; JESUS, A. R.; ARAUJO, A. L.; ALBERTUNI, C. A.; GUERRERO-OCAMPO, C. M.; REIS, L. A.; CAMPOS, M. C.; ALEGRO, R. C.; PASQUINI, R. C. G.; MACHADO, R. P. B. (orgs.) 2013. Diálogos entre as licenciaturas e a educação básica: aproximações e desafios. 1ª ed. Londrina: Universidade Estadual de Londrina, v. 1. 457 pp.

- BENNEMANN, S. T.; SHIBATTA, O. A.; VIEIRA, ANA O. S. (orgs.) 2008. A flora e a fauna do ribeirão Varanal - Um estudo da biodivesidade no Paraná. 1ª ed. Londrina: Editora da Universidade Estadual de Londrina, 143 pp.

- FERRAREZI, E.; VIEIRA, Aana O. S.; FARIA, R. T. 2007. Orquídeas: O Gênero Oncidium no Paraná. 1ª ed. Londrina: Eitora da Universidade Estadual de Londrina, v. 1. 109 pp. vista en Youtube

- PEIXOTO, A. L.; BARBOSA, M. R.; MARINONI, L.; VIEIRA, ANA O. S. 2006. Diretrizes e estratégias para a modernização dos coleções biológicas brasileiras e a consolidação de sistemas integrados de informação sobre biodiversidade. Brasilia: MCT Centro de Gestão e Estudos Estratégicos, PPBIO, v. 1. 324 pp.

### Capítulos de libros
- LIMA, M. P. M.; BARROS, M. J.; Souza, E. R.; GARCIA, F.C.P; SILVA, M. C. R.; IGANCI, J. R. V.; KOEHNEN, E.; RIBAS, O. S.; FERNANDES, J. M. 2014. Fabaceae. Mimosoideae. In: Miriam Kaehler; Renato Goldenberg; Paulo Henrique Labiak; Osmar dos Santos Ribas; Ana Odete Santos Vieira; Gerdt Guenther Hatschbach (orgs.) Plantas vasculares do Paraná. Curitiba: Universidade Federal do Paraná, p. 119-121

In Kaehler, M.; Goldenberg, R.; Evangelista, P.H.L.; Ribas, O.S.; Vieira, A.O.S.; Hatschbach, G.G. (orgs.) Plantas Vasculares do Paraná. 1ª ed. Curitiba - Universidade Federal do Paraná, v. 1
- VIEIRA, ANA. O. S. 2014. Onagraceae, p. 145-146
- GODOY, S. A.; VIEIRA, ANA O. S. 2014. Campanulaceae, p. 95-95

- MAIA, L. C.; BARBOSA, M. R.; CANHOS, D.; VIEIRA, ANA O. S.; MENEZES, M.; PORTO, K.; STEHMANN, J.R.; PEIXOTO, A. L. 2013. INCT-Herbário Virtual da Flora e dos Fungos: há cinco anos aprimorando o trabalho em rede e incrementando o conhecimento sobre a diverisidade brasileira. In: Stehmann, J.R.; Isaias, R.M.S.; Modolo, L.V.; Vale, F.H.A.; Salino, A.S. (orgs.) Anais do 64º Congresso Nacional de Botânica e XXXIII Encontro Regional de Botânicos MG, BA e ES. 1ª ed. Belo Horizonte: Sociedade Botânica do Brasil, v. 1, p. 119-126

- VIEIRA, ANA O. S. 2012. Flora da Caatinga do rio São Francisco. In: José Alves de Siqueira Filho (org.) Flora da caatingas do rio São Francisco - História Natural e conservação. 1ª ed. Río de Janeiro: Andrea Jakobson Estúdio Ediorial, p. 518-519

- VIEIRA, ANA O. S.; SHIBATTA, O. A.; ALEGRO, R. C. 2012. Animais e Plantas na Memória Histórica do Paraná. In: Adriana Regina de Jesus dos Santos;Andreia Maria Cavaminami Lugle; Angela Maria Souza Lima; Carlos Alberto Albertuni (orgs.) Experiências e reflexões na formação de professores. 1ª ed. Londrina: Editora da Universidade de Londrina, p. 313-319

En Odete Terezinha Bertol Carpanezzi; João Batista Campos (orgs.) Coletânea de Pesquisas - Parques Estaduais de Vila Velha, Cerrado e Guartelá. 1ª ed. Curitiba - Instituto Ambiental do Paraná, v. 1
- ROSSETO, E. F. S.; FERREIRA JUNIOR, M.; AGUIAR, T. H.; VIEIRA, ANA O. S. O Parque Estadual do Guartelá (Tibagi, PR): avaliação do acervo das espécies vasculares do Herbário da Universidade Estadual de Londrina (FUEL), p. 329-336

- AGUIAR, T. H.; VIEIRA, ANA O. S. Florística do Parque Estadual do Cerrado de Jaguariaíva - Paraná: atualização da lista de espécies, p. 263-272

En Rafaela Campostrini Forza et al (orgs.) Catálogo de plantas e fungos do Brasil. 1ª ed. Río de JaneiroAndrea Jakobsoon Estúdio: Instituto de Pesquisas Jardim Botânico do Rio de Janeiro, 2010, v. 1
- VIEIRA, ANA O. S. Campanulaceae (excluindo Siphocampylus), p. 833-835.
- VIEIRA, ANA O. S. Onagraceae, v. 2, p. 1342-1344

En Stehmann, J.R.; Forzza, R.C.; Salino, A.; Sobral, M.; Costa, D.P.; Kamino, L.H.Y. (eds.; orgs.) Plantas da Floresta Atlântica. 1ª ed. 2009
- VIEIRA, ANA O. S. Campanulaceae, p. 209-210
- VIEIRA, ANA O. S. Onagraceae, p. 370-371

- VIEIRA, ANA O. S. 2009. Lobelia. In: Cavalcanti, T.B.; Batista, M.F. (orgs.; orgs.) Flora do Distrito Federal, Brasil. 1ª ed. v. 7, p. 30-35

- MATOS, W. H.; BARROS, O. N. F.; VIEIRA, ANA O. S. 2009. Configuração da paisagem florestal da zona sul do município de Londrina, Paraná, Brasil. In: José P.P. Pinese; Miriam V.F. Barros; Humberto T. Yamaki; Alice Y. Asari (orgs.) Horizontes em Geografia e Meio Ambiente. 1ª ed. Londrina: Edições Humanidades, p. 55-66

- AZEVEDO, T. I. N.; SEKIAMA, M. L.; VIEIRA, ANA O. S.; BENNEMANN, S. T. 2008. Descrição física da microbacia do ribeirão Varanal e caracterização dos trechos. In: Bennemann, S.T.; Shibatta, O.A.; Vieira, Ana O.S. (orgs.) A flora e a fauna do ribeirão Varanal - Um estudo da biodiversidade no Paraná. 1ª ed. Londrina: Editora da Universidade Estadual de Londrina, p. 4-14

- AZEVEDO, T. I. N.; VIEIRA, ANA O. S. 2008. As plantas herbáceas e arbustivas da bacia do ribeirão Varanal. A flora e a fauna do ribeirão Varanal - Um estudo da biodiversidade no Paraná. 1ª ed. Londrina: Editora da Universidade Estadual de Londrina, p. 15-68

### En Congresos
- DALL´AGNOL, R. F.; ALMEIDA, C. S.; COTARELLI, V. C.; ASSUMPÇÃO, M. Z.; FERREIRA JUNIOR, M.; MARQUES, J. N.; AGUIAR, T. H.; ROSSETO, E. F. S.; LORENZO, P. G. P.; VIEIRA, ANA O. S.; FRANCISCO, E. M. 2009. Levantamento florístico e análise do estágio sucessional de um fragmento florestal em amuá da Serra, PR, Brasil. In: Anais IX Congresso de Ecologia do Brasil, São Lourenço

- SANTOS, G. A. S. D.; REIS, N. R.; VIEIRA, ANA O. S.; FREIRE, M. P. 2008. Dieta do bugio-ruivo, Alouatta clamitans (Primates, Atelidae), em um fragmento florestal no norte do estado do Paraná, Brasil. In: Resumos XXVIIº Congresso Brasileiro de Zoologia, Curitiba: Sociedade Brasileira de Zoologia.

En Resumos 58.º Congresso Nacional de Botânica, São Paulo, 2007.
- COTARELLI, V.C.; VIEIRA, ANA O. S.; DIAS, M. C. Florística do Parque Arthur Thomas, Londrina, PR, Brasil
- CERVIGNE, N. S.; MARESTONI, T. M.; VIEIRA, ANA O. S. O herbário da Universidade estadual de Londrina (FUEL): suas coleções de referência e divulgação na rede
- ESTEVAN, D. A.; FARIA, R. T.; VIEIRA, ANA O. S.; TAKAHASHI, L. S. A.; MOTA, T. D. Germinação de duas espécies espécies de bromélias brasileiras em diferentes substratos

En Resúmenes IX Congreso Latinoamericano de Botánica, Santo Domingo - Jardín Botánico Nacional, 2006. v. 1
- VIEIRA, ANA O. S. Lobelia (Campanulaceae) na Flora do Distrito Federal, p. 677
- ESTEVAN, D. A.; VIEIRA, ANA O. S. Florística no município de Ventania (Paraná, Brasil), p. 583

- SANTOS, G.A.S.D.; REIS, N. R.; VIEIRA, ANA O. S.; FREIRE, M. 2006. Dieta do bugio-ruivo Alouatta clamitans (Gregorin, 2006) (Primates, Atelidae) em fragmento de floresta estacional semidecidual, Ibiporã, PR. In: Resumos Ier Congresso Sul-americano de Mastozoologia

En Resumos 57.º Congresso Nacional de Botânica, Gramado. Porto Alegre, Sociedade Botânica do Brasil, 2006. v. 1
- MAZZINI, R. B.; CERVIGNE, N. S.; VIEIRA, ANA O. S. O acervo do Herbário da Universidade Estadual de Londrina (FUEL) e o projeto Rede Paranaense de Coleções Botânicas e Biológicas
- MAZZINI, R. B.; VIEIRA, ANA O. S. Subsídios para uma revisão do gênero Alcantarea (E.Morren ex Mez) Harms (Bromeliaceae)
- ESTEVAN, D. A.; VIEIRA, A. O. S. Diversidade e estrutura da comunidade arbórea de um remansecente de floresta ombrófila mista no município de Ventania, Paraná
- MATOS, W. H.; VIEIRA, ANA O. S.; BARROS, O. N. F. Diversidade e estutura arbórea de dois fragmentos florestais em Londrina, Paraná, Brasil
- AZEVEDO, T. I. N.; VIEIRA, ANA O. S. Levantamento florístico da vegetação herbácea arbustiva marginal do ribeirão Varanal, Paraná, Brasil
- CERVIGNE, N. S.; OLIVEIRA, P. C.; ANDROCIOLO, H. G.; VIEIRA, ANA O. S.; MENEZES JR., A. O. Interações ente polinizador e pilhadores de maracujá-azedo Passiflora edulis no norte do Paraná
- MARESTONI, T. M.; VIEIRA, ANA O. S. Oxalidales arbóreas na bacia do rio Tibagi (Paraná, Brasil)

### Otras producciones bibliográficas
- VIEIRA, ANA O. S. Lista de espécies da flora do Brasil: Centropogon 2014 (on-line)
- VIEIRA, ANA O. S. Lista de espécies da flora do Brasil: Lobelia 2014 (on-line)
- VIEIRA, ANA O. S. Lista de espécies da flora do Brasil: Hippobroma 2014 (on-line)
- VIEIRA, ANA O. S. Lista de espécies da flora do Brasil: Onagraceae 2014 (on-line)
- VIEIRA, ANA O. S. Lista de espécies da flora do Brasil: Triodanis 2014 (on-line)
- VIEIRA, ANA O. S. Lista de espécies da flora do Brasil: Wahlenbergia 2014 (on-line)

## Honores[7]

### Membresías
- Sociedad Botánica de Brasil[11]

### Revisora de periódicos
- 2000 - 2001. Periódico: Acta Botanica Brasilica
- 2002 - 2004. Periódico: Revista Brasileira de Botânica
- 2004 - 2005. Periódico: Acta Amazónica
- 2005 - 2006. Periódico: Rodriguesia
- 2003. Periódico: Revista Universidade Rural. Série Ciências da Vida
- 2008 - 2010. Periódico: Acta Scientiarum. Biological Sciences
- 2008 - 2014. Periódico: Pesquisas. Botânica

### Premios
- 2004: nombra turnos de formandos en Ciências Biológicas, Universidade Estadual de Londrina

- Portal:Biografías. Contenido relacionado con Botánica.
- Portal:Biología. Contenido relacionado con Taxonomía.